# Eu Não Merecia Isso
"Eu Não Merecia Isso" é o primeiro single do cantor e compositor brasileiro Luan Santana, que está em seu quarto álbum ao vivo intitulado Acústico.
"Eu Não Merecia Isso" alcançou o topo da Brasil Hot 100 Airplay em 31 de janeiro de 2015, permanecendo 1 semana em #1.

## Videoclipe
O videoclipe da canção foi lançado no dia 25 de novembro de 2014, o vídeo é todo inspirado no movimento Pop art, já que a temática do DVD Acústico do cantor é Anos 50/60.

## Lista de faixas
| Download digital |                       |         |  |
| N.º              | Título                | Duração |  |
| 1.               | "Eu Não Merecia Isso" | 3:28    |  |

## Desempenho nas tabelas musicais

### Posições
| Tabela musical (2014-15)                                                     | Melhor posição |
| ---------------------------------------------------------------------------- | -------------- |
| Brasil - Billboard Brasil Hot 100 Airplay                                    | 1              |
| Brasil - Billboard Brasil Regional Campinas Hot Songs                        | 1              |
| Brasil - Billboard Brasil Regional Campo Grande / Cuiabá Hot Songs           | 5              |
| Brasil - Billboard Brasil Regional Curitiba Hot Songs                        | 4              |
| Brasil - Billboard Brasil Regional Fortaleza Hot Songs                       | 7              |
| Brasil - Billboard Brasil Regional Goiânia Hot Songs                         | 9              |
| Brasil - Billboard Brasil Regional Nordeste Paulista Hot Songs               | 1              |
| Brasil - Billboard Brasil Regional Porto Alegre Hot Songs                    | 1              |
| Brasil - Billboard Brasil Regional Ribeirão Preto Hot Songs                  | 4              |
| Brasil - Billboard Brasil Regional Salvador Hot Songs                        | 3              |
| Brasil - Billboard Brasil Regional São Paulo Hot Songs                       | 10             |
| Brasil - Billboard Brasil Regional Triângulo Mineiro Hot Songs               | 10             |
| Brasil - Billboard Brasil Regional Vale Paraíba / Litoral Paulista Hot Songs | 1              |